# 罗马治世

奥古斯都时期的罗马疆域图

罗马治世（拉丁語：Pax Romana），又称罗马和平，是指羅馬帝國存在的五百多年間，前二百年比較興盛的時期，亦即盛世。
公元前30年，屋大維消滅埃及托勒密王朝，結束了羅馬內戰。一般將這一年視為羅馬和平時期的開始，也有一個說法是從公元9年（羅馬基本上停止侵略日耳曼地區）開始算起。
公元161年，五賢帝中的最後一個─馬爾庫斯·奧列里烏斯即位，不久後遇上帕提亞入侵亞美尼亞，緊接著又發生瘟疫，他本人更在征伐日耳曼的途中病逝。期間，羅馬帝國的財務狀況惡化，日耳曼人也開始騷擾邊境，帝國由盛轉衰。
從屋大維統一羅馬至馬爾庫斯·奧列里烏斯過世（公元180年），長達200年左右的時間羅馬大致富強穩定，沒有較大的戰亂，因此史稱“羅馬治世”。
也被稱為「羅馬和平時期」。